# Großes Wiesbachhorn
De Große Wiesbachhorn ([ˈɡʀoːsəs ˈviːsbaχˌhɔʁn]ⓘ) is een berg in Oostenrijk en met een hoogte van 3564 meter de derde hoogste berg van de Glocknergroep, waartoe ook de Großglockner behoort. De berg staat volledig vrij en bezit vele scherpe kammen. Het hoogteverschil in het zuidzuidoosten is met 2418 m het grootste hoogteverschil tussen top en dal in de Oost-Alpen.
Vanuit klimhistorisch oogpunt is de eerste beklimming van de noordwestwand van belang. Het is hier dat op 15 juli 1924 door Franz Riegele en Willo Welzenbach de eerste ijsboren werden gebruikt. Het betrof een soort ijspin die in het ijs werd geslagen en die men gebruikte om erg steil ijs te overwinnen.
De normaalroute over de Kaindlkam begint vanaf de Heinrich-Schwaihut en loopt vandaar in vier uur naar de top. Bij slechte condities zijn stijgijzers en pickel noodzakelijk.
De Duitse klimmer Toni Schmid overleed in 1932 op de Große Wiesbachhorn.